# Seherezádé (televíziós sorozat)
A Seherezádé (1001 gece) egy 2006 és 2009 között vetített török dráma sorozat, amelyet a TMC Film készített. A sorozatot 2006 és 2009 között a török Kanal D csatorna vetítette. A főszerepben Halit Ergenç, Bergüzar Korel, Tardu Flordun és Ceyda Düvenci. Hazánkban a TV2 2011. április 14-e és 2011. szeptember 16. között vetítette.
A sorozatot Azerbajdzsánban az Azad Azerbaijan, Bulgáriában a Nova TV és a Diema Family, Horvátországban az RTL TV, az arab világban az Al-Rai, MBC 1 és 2M TV, Romániában a Kanal D Romania, Macedóniában az A1, Szerbiában a Prva TV, Görögországban a Macedonia TV és az ANT1, Montenegroban a TV Vijesti, Bosznia-Hercegovinában a Hayat TV és az Alternativna televizija, Szlovéniában a Pink SI, Koszovóban a Kohavision, Szlovákiában a Markiza és a TV Doma, Csehországban a TV Nova és a Nova Cinema, Magyarországon pedig a TV2.

## Szereplők
| Színész                   | Szerep               | Magyar hang        |
| ------------------------- | -------------------- | ------------------ |
| Halit Ergenç              | Onur Aksal           | Zöld Csaba         |
| Bergüzar Korel            | Şehrazat Evliyaoğlu  | Huszárik Kata      |
| Tardu Flordun             | Kerem İnceoğlu       | Tokaji Csaba       |
| Ceyda Düvenci             | Bennu Ataman         | Peller Anna        |
| Tomris İncer              | Nadide Evliyaoğlu    | Bordán Irén        |
| Meral Çetinkaya           | Feride Aksal         | Szabados Zsuzsa    |
| Metin Çekmez              | Burhan Evliyaoğlu    | Csuha Lajos        |
| Ergün Demir               | Ali Kemal Evliyaoğlu | Mesterházy Gyula   |
| Yonca Cevher Yenel        | Füsun Evliyaoğlu     | Bálizs Anett       |
| Aytaç Öztuna              | Seval İnceoğlu       | Halász Aranka      |
| Yeliz Akkaya              | Melek Ataman         | Csondor Kata       |
| Efe Çınar                 | Kaan Evliyaoğlu      | Boldog Gábor       |
| Mert Fırat                | Burak İnceoğlu       | Láng Balázs        |
| Canan Ergüder             | Eda Akinay           | Mezei Kitty        |
| Feyzan Çapa / Gizem Güneş | Buket Evliyaoğlu     |                    |
| Hazal Gürel               | Burcu Evliyaoğlu     |                    |
| Nehir Nil Karakaya        | Burçin Evliyaoğlu    |                    |
| Bartu Küçükçağlayan       | Gani                 | Czető Roland       |
| Metin Belgin              | Zafer Gündüzalp      | Bácskai János      |
| Merih Ermakastar          | Mert                 |                    |
| Ayla Algan                | Betül                | Némedi Mari        |
| Şebnem Köstem             | Handan               | Agócs Judit        |
| Melahat Abbasova          | Mihriban             | Gay Ágota          |
| Ege Aydan                 | Engin                | Koroknay Géza      |
| Ezgi Asaroğlu             | Duru                 |                    |
| Suphi Tekniker            | Yalçın               |                    |
| Mehmet Polat              | Erdal Karayolcu      | Megyeri János      |
| Zeynep Konan              | Zeynep               | Bogdányi Titanilla |
| Füsun Kostak              | Cansel               |                    |
| Ebru Aykaç                | Yasemin              | Szórádi Erika      |
| Duygu Çetinkaya           | Sezen Özşener        |                    |
| Nihan Durukan             | Ayşen                | Kiss Anikó         |
| Ayce Abana                | Beyza                | Závodszky Noémi    |
| Nuray Uslu                | Sevgi                |                    |
| Feridun Düzağaç           | Özcan                | Renácz Zoltán      |
| Ismail Düvenci            | İsmail               |                    |
| Sennur Kaya               | Firdevs              |                    |
| Nihat İleri               | Semih Özşener        | Rosta Sándor       |
| Erdal Bilingen            | Hakan                |                    |
| Hazel Çamlidere           | Ahu                  | Kelemen Kata       |
| Ayben Erman               | Neriman              | Andresz Kati       |
| Alptekin Serdengeçti      | Haldun               |                    |
| Dilara Kavadar            | Nilüfer              | Talmács Márta      |